# Radio Caroline
Radio Caroline je europska radijska postaja koja je svoje radio prijenose počela s broda usidrenog u međunarodnim vodama u blizini jugoistočnog dijela Engleske. Pošto većinu svog postojanja nije imala dozvolu za emitiranje programa niti od jedne države, vrlo često se označava i piratskom radijskom postajom. 
Značajan broj neregistriranih radijskih postaja bio je smješten na brodovima usidrenim u blizini britanskih obala. Radio Caroline je bila prva takva stanica koja je svoj program emitirala 24 sata dnevno na engleskom jeziku. Ova činjenica kao i to da je stanica uspjela preživjeti 40-ak godina učinili su ime Radio Caroline sinonimom za nekopnenu radijsku postaju.
Radio Caroline je kroz povijest prošao kroz sljedeće faze:
- 1964. – 1968.: period od osnivanja, 28. ožujka 1964., do 1968. kada su njegova dva broda pripala brodskim kompanijama.
- 1972. – 1980.: povratak Caroline 1972. i preživljavanje do 1980. kada je brod potonuo u oluji
- 1983. – 1991.: drugi povratak Caroline, korišten je novi brod sve dok 1991. nije postao neupotrebljiv i odvučen u luku.
- 1991. – sadašnjost: Caroline se preselio na kopno emitirajući program primarno s kopna, preko satelita.

## Vanjske poveznice
- www.radiocaroline.co.uk - službena web stranica